# 加尔·佐尔坦
加爾·佐爾坦（1940年12月10日—）是一位匈牙利政治人物。1990年第一屆國會選舉前，他曾短暫擔任匈牙利內政部長；1994年至1998年間出任國民議會議長。